# Paul Plut

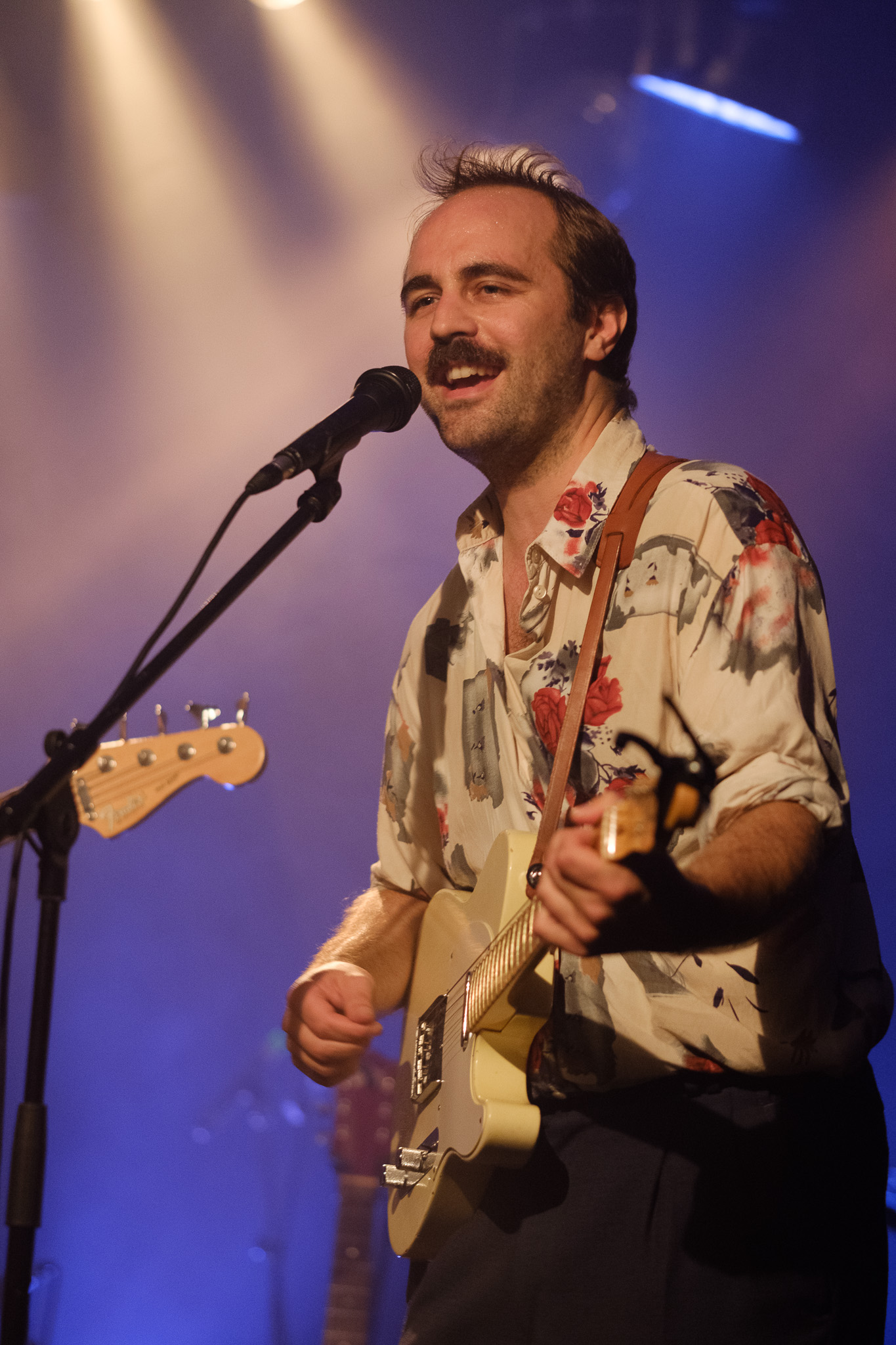
Paul Plut während einem seiner Auftritte im August 2018 in Vöcklabruck, Österreich

Paul Plut (* 1988 in Schladming) ist ein österreichischer Sänger, Musiker und Komponist sowie Frontmann der Deutschpop-Band Viech und der Garagerock-Band Marta. Plut betreibt zudem sein Soloprojekt Paul Plut und komponiert für Film und Theater.

## Leben
Paul Plut wuchs in Ramsau am Dachstein auf. 2006 nahm er zusammen mit Singer-Songwriter Philipp Szalay (Farewell Dear Ghost) dessen erstes Soloalbum auf und wurde Teil der Band. In seiner Studienzeit in Graz entstanden experimentelle Arbeiten wie ton:bildung, eine Reaktion auf die Studentenproteste. 2011 gründete er zusammen mit Andreas Klinger die Deutschpop-Band Viech. In Wien gründete er 2013 die Blues-Punk-Band Marta.
2017 veröffentlichte Plut sein Solo-Debütalbum Lieder vom Tanzen und Sterben. Das Werk wurde als „düsterer Gospel im steirischen Dialekt“ bezeichnet und erhielt mehrere positive Kritiken. 2021 folgte das Album Ramsau am Dachstein nach der Apokalypse, 2024 das Album Herbarium.
Paul Plut komponierte die Musik für die Literaturperformance Mobility goes abstract 2010 bei der Ars Electronica (mit Alexander Micheutz und Mia Zabelka). 2018 produzierte er die Musik für die H. P. Lovecraft Film-Adaption Das Bild im Haus. 2019 komponierte er zusammen mit Kerosin95 die Musik für Regisseurin Sara Ostertags Uraufführung Haummas net sche? im Volx/Margareten. Es folgten weitere Theaterproduktionen in Zusammenarbeit mit Sara Ostertag: Geht's uns ned guat (Schäxpir Festival 2021), Die Milchfrau (Kosmos Theater 2022 und 2023), und Das flüssige Land (Burgtheater 2023).

## Diskografie

### Alben
- 2017: Lieder vom Tanzen und Sterben (Phonotron / Hoanzl)[15]
- 2018: Lieder vom Tanzen und Sterben, B-Seiten (Abgesang)
- 2021: Ramsau am Dachstein nach der Apokalypse (Abgesang/Hoanzl)
- 2024: Herbarium (Abgesang)

### Singles und Videos
- 2017: Grat
- 2017: Lärche
- 2017: Kreis (live)
- 2017: Vota (live)

### Filmmusik
- 2017: Stirb Langsam (Dokumentarfilm)[16]
- 2019: Das Bild im Haus[17]
- 2022: Kurz nach Schalling unterm Berg[18]
- 2023: Cornetto im Gras[19]

### Theatermusik
- 2019: Haummas net sche? (2019) - Regie: Sara Ostertag (Volkstheater Wien)
- 2021: Geht's uns ned guat (Schäexpir Festival Linz)
- 2022: Die Milchfrau (Kosmos Theater Wien)
- 2023: Das flüssige Land (Burgtheater Wien)